# 兴国路 (元朝)
兴国路，中国元朝的行政区划——路。
元世祖至元十四年（1277年），以兴国军为兴国路总管府，属江西行省，治所在永兴县（今湖北省阳新县），下辖永兴县、通山县、大冶县3县。至元十七年（1280年），兴国路隶属于江淮行省蕲黄道。至元十九年（1282年），改属江西道。至元三十年（1293年），改属湖广行省江南湖北道。元顺帝至正二十四年、韩宋龙凤十年（1364年），朱元璋改兴国路为兴国府。明朝洪武九年四月（1376年），改兴国府为兴国州。